# Referendum v Severním Irsku 1973
Referendum v Severním Irsku 1973 se konalo dne 8. března 1973. V referendu měli občané Severního Irska možnost odpovědět na otázku, zda chtějí i nadále zůstat součástí Spojeného království, nebo zda se chtějí stát součástí Irské republiky. Bylo to poprvé, co se na území Spojeného království konalo referendum o vystoupení jedné z jeho součástí. 98,9 % voličů se nakonec vyslovilo pro setrvání Severního Irska jakou součást Spojeného království.

## Situace před referendem
Doba před referendem v roce 1972 se nesla ve znamení rozsáhlého etnického a náboženského konfliktu na území Severního Irska. Konflikt si od jeho začátku vyžádal několik stovek mrtvých a zraněných. Je nutné si uvědomit, že na počátku konfliktu proti sobě nestály odlišné koncepce politické příslušnosti Ulsteru ke Spojenému království, respektive k Irské republice. Šlo o zrovnoprávnění katolické menšiny, která byla prakticky po celou dobu existence Severního Irska vyloučena z jakéhokoli podílu na moci na všech úrovních státní správy.
Na začátku 70. let došlo k rozdělení Irské republikánské armády (IRA) na Prozatímní irskou republikánskou armádu a Oficiální irskou republikánskou armádu. Oficiální IRA prosazovala nenásilnou formu kampaně, zatímco Prozatímní IRA si vytyčila za cíl vést ozbrojený boj s britskou vládou na území Severního Irska. V průběhu roku 1972 zabili příslušníci Prozatímní IRA na sto příslušníků bezpečnostních složek a několik set jich zranila, dále podnikli bombové útoky na veřejné cíle.
Londýnská vláda Spojeného království došla k názoru, že regionální vláda v Severním Irsku není schopná udržet bezpečí, a navzdory vládě Severního Irska rozpustila severoirský parlament.

## Průběh a výsledky referenda
Referendum se uskutečnilo dne 8. března 1973. Unionistické strany (zejména UUP) vedly kampaň pro setrvání Severního Irska jako součásti Spojeného království, zatímco nacionalistické strany (např. Sociálnědemokratická a labouristická strana SDLP) vyzvaly své voliče pro bojkot referenda.
Voliči měli dvě možnosti, jak odpovědět. První otázka zněla „Chcete, aby Severní Irsko zůstalo součástí Spojeného království?“ („Do you want Northern Ireland to remain part of the United Kingdom?“) a druhá otázka zněla „Chcete, aby se Severní Irsko stalo součástí Irské republiky mimo Spojené království?“ („Do you want Northern Ireland to be joined with the Republic of Ireland outside the United Kingdom?“). Naprostá většina voličů v Severním Irsku se vyslovila pro variantu Severního Irska jako součást Spojeného království (98,9 %). Referendum bylo bojkotováno ze strany irských nacionalistů, a právě proto účast dosáhla pouze 58,66 %. Podle údajů BBC se referenda zúčastnilo pouze necelé 1 % katolického obyvatelstva Severního Irska.
| Otázka                                                                               | Počet hlasů | %     |
| ------------------------------------------------------------------------------------ | ----------- | ----- |
| Chcete, aby Severní Irsko zůstalo součástí Spojeného království                      | 591 820     | 98,9  |
| Chcete, aby se Severní Irsko stalo součástí Irské republiky mimo Spojené království? | 6 423       | 1,1   |
| Platné hlasy                                                                         | 598 283     | 99,01 |
| Neplatné nebo prázdné hlasy                                                          | 5 973       | 0,99  |
| Celkový počet hlasů                                                                  | 604 256     | 100   |
| Počet registrovaných voličů a účast                                                  | 1 030 084   | 58,66 |

## Důsledky referenda
Vzhledem k jednoznačnému výsledku referenda nebylo pochyb, jakým směrem se Severní Irsko vydá. Zůstalo nadále součástí Spojeného království, ale i přesto se situace nadále zhoršovala, a to hlavně ze strany teroristické skupiny IRA. Až do Velkopáteční dohody, která byla podepsána a schválena v referendu v roce 1998, probíhaly ozbrojené konflikty a k mírovému jednání napomohly i Spojené státy americké v čele s prezidentem Billem Clintonem . Po Velkopáteční dohodě se situace sice uklidnila, ovšem nadále tu panuje napětí.